# مارپیچ (اتومبیل‌رانی)

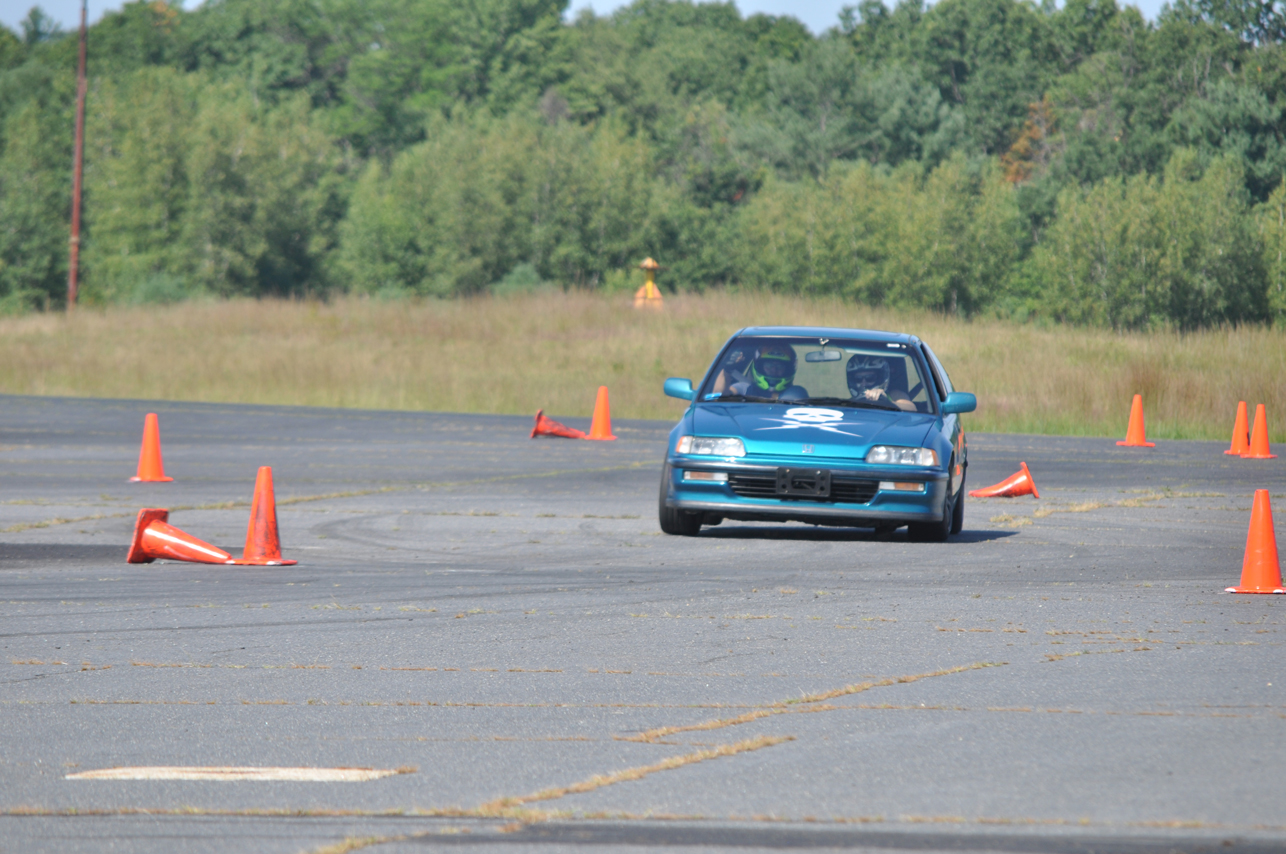
رویدادهای اتوکراس توسط بسیاری از باشگاه‌های اتومبیل محلی در سراسر ایالات متحده برگزار می‌شود. رویدادها معمولاً برای افراد تازه کار بدون تجربه در اتوکراس باز هستند. رانندگان باید یک سری از "پیچ" ها را که توسط مخروط های ترافیکی تعریف شده است حرکت کنند

مسابقهٔ سرعتی زمان‌محور مارپیچ بین دروازه‌ها یا میل و پرچم‌های نصب‌شده را مسابقه مارپیچ یا اسلالوم (به انگلیسی: slalom) می‌گویند.
حرکت مارپیچ، در رشته اتومبیل‌رانی مسابقاتی را به خود اختصاص داده است:
مسابقات مارپیچ یکی از انواع مسابقات اتومبیلرانی (موتور اسپرت) است که در این نوع مسابقه بر ایمنی و مهارتهای کنترلی فردی تأکید می‌شود. این مسابقات جزءمسابقات رسمی FIA نبوده و در اغلب کشورهای جهان به صورت لوکال و محلی برگزار می‌شود.
مسابقاتی که در حال حاضر توسط فدراسیون موتورسواری و اتومبیل‌رانی ایران برگزار می‌گردد، تلفیقی از مسابقات اسلالوم و جیم کانا و سولو اسلالوم است که در آن از دنده عقب و پارک و غیره استفاده می‌گردد. در مسابقات مارپیچ، به جای اینکه چندین ماشین همزمان در یک مسیر با هم رقابت کنند، رانندگان به‌طور انفرادی(به انگلیسی: Time Trail) با عبور از مسیری که بین پایلونها مشخص شده‌است برای کسب کمترین زمان با هم رقابت می‌نمایند. در اسلالوم بیشتر بر روی هندلینگ و مهارتهای حرفه ‌ای راننده تأکید می‌شود. قوانین اسلالوم معمولاً اجازه شرکت کردن هر نوع اتومبیلی از مدل‌های شهری و استاندارد تا اتومبیلهای مخصوص مسابقات و تقویت شده را می‌دهد. سرعت در این نوع مسابقات از اکثر رشته‌های موتور اسپرت کمتر است، اما سطح فعالیت راننده (میزان چرخش فرمان در دقیقه) و عکس‌ العمل راننده در کوتاه‌ترین زمان می‌تواند حتی از مسابقات دیگر هم بیشتر باشد که این موضوع ارتباط مستقیم با چیدمان مسیر خواهد داشت. برگزاری مسابقات اسلالوم، علاوه بر بالا بردن سطح کیفی مسابقات داخلی، بر افزایش مهارتهای رانندگان تأثیرگذار است.

## محل برگزاری مسابقات
مسابقات مارپیچ معمولاً در فضاهای محصور با ابعاد مناسب همانند پارکینگهای بلا استفاده بزرگ یا باند فرودگاه‌های متروک برگزار می‌گردد. معمولاً برای هر مسابقه مسیر جدیدی طراحی می‌شود که با مسیر مسابقات قبلی متفاوت است. به همین دلیل لازم است که رانندگان قبل از هر مسابقه با مسیر آشنا شوند؛ و در اغلب موارد رانندگان قبل از مسابقه مسیر رایک بار به صورت دور مارشال یا حتی پیاده می‌پیمایند و استراتژی خود را برای عبور از مسیر مشخص می‌نمایند.

## حضور در مسابقات اسلالوم
یکی از مهم‌ترین دلایل جذابیت مسابقات مارپیچ این است که از مسیری کم هزینه و کم خطر می‌توان وارد دنیای موتور اسپرت شد. احتمال آسیب دیدن ماشین و برخورد اتومبیلها به یکدیگر در مسابقات اسلالوم بسیار کم است و بخاطر سرعت کمی که اتومبیل‌ها هنگام عبور از مسیر دارند، حوادث بسیار کمتری نسبت به سایر مسابقات در اسلالوم رخ می‌دهد. به همین دلیل بسیاری از کسانیکه مشتاق حضور در مسابقات مارپیچ هستند، رانندگان آماتور و شهری می‌باشند.

## کلاس بندی مسابقات مارپیچ
کلاس‌بندی در این مسابقات بر اساس حجم موتور می‌باشد و در سال ۱۳۹۶مسابقات در پنج کلاس زیر برگزار می‌گردد:
- کلاس تا ۱۵۰۰ سی سی بانوان
- کلاس تا ۲۰۰۰ سی سی بانوان
- کلاس تا ۱۵۰۰ سی سی آقایان
- کلاس تا ۲۰۰۰ سی سی آقایان
- کلاس آزاد آقایان